# 特雷莎·卡雷尼奧文化中心
特雷莎·卡雷尼奧文化中心（西班牙語：Complejo Cultural Teresa Carreño）是委内瑞拉加拉加斯的一個剧院，觀眾可以在這裡觀看交响乐、音乐会、歌剧、芭蕾舞和戏剧等節目。它是南美洲第二大剧院，仅次于阿根廷布宜诺斯艾利斯的内斯托尔·基什内尔文化中心。

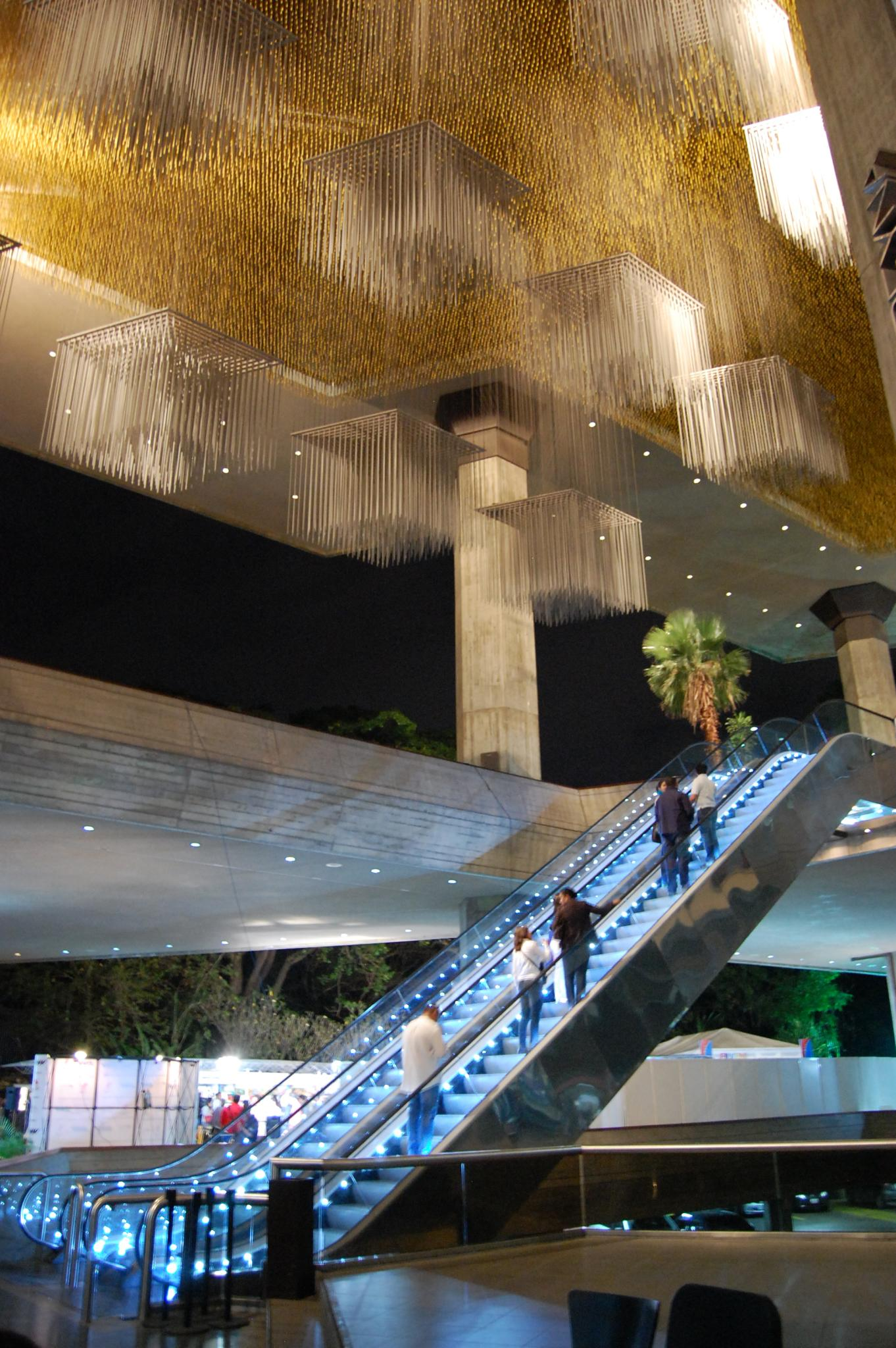

剧院占地22000平方米，以委内瑞拉钢琴家特雷莎·卡雷尼奧的名字命名。該劇院分別有两个音乐厅，分別為何塞·费利克斯·里巴斯音乐厅和里奥斯·雷纳音乐厅（以佩德罗·安东尼奥·里奥斯·雷纳之名命名）。